# 生命環境科学研究科
生命環境科学研究科（せいめいかんきょうかがくけんきゅうか、英称：The Graduate School of Life and Environmental Science）は、日本の大学院研究科のうち、生命環境科学に関する高度な教育・研究を行う機構の1つである。具体的な研究分野については生命環境科学部も参照。
授与する学位は修士（理学）／博士（理学）が主な例であるが、近年は専攻名も多様化しているため、学位名称も多様化している。

## 生命環境科学研究科を置く大学院
- 京都府立大学大学院
- 大阪府立大学大学院
- 筑波大学大学院

## 環境生命科学研究科を置く大学院
- 岡山大学大学院

## 統合生命科学研究科を置く大学院
- 広島大学大学院

## 生命環境科学専攻を置く大学院
- 千葉工業大学大学院工学研究科